# Haus Alt-Ebenezer

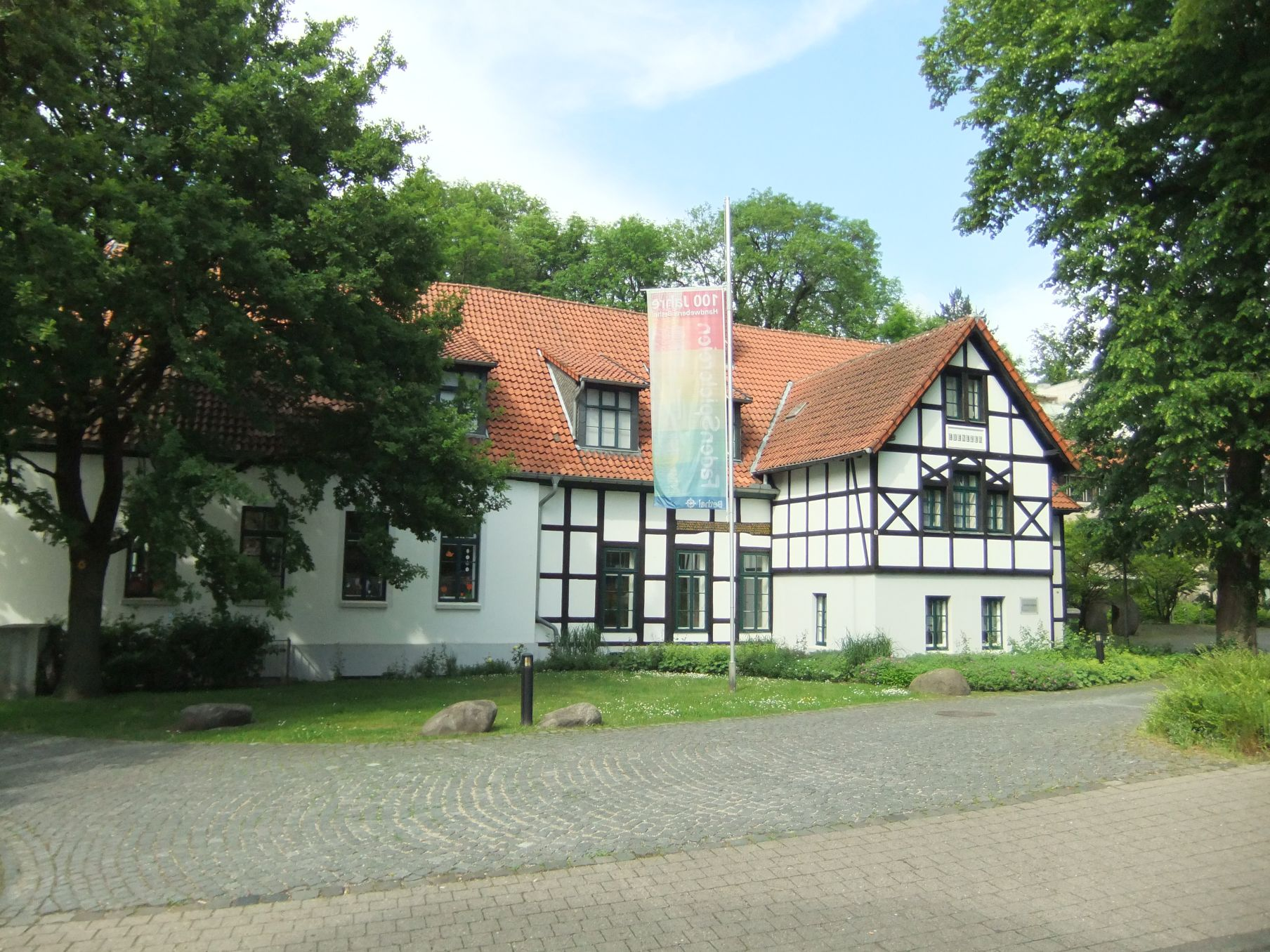
Haus Alt-Ebenezer

Haus Alt-Ebenezer ist ein historisches Gebäude der Stiftung Bethel am Kantensiek 9 im Stadtteil Bethel von Bielefeld. Es handelt sich um einen ehemaligen Bauernhof, der 1867 zur Heil- und Pflegestätte für epileptische Patienten umgebaut wurde. Heute sind darin die Historische Sammlung und ein Laden für Kunstgewerbe untergebracht. Das Gebäude ist denkmalgeschützt.